# Get Rich or Die Tryin' (filme)
Get Rich or Die Tryin' (bra: Fique Rico ou Morra Tentando; prt: Get Rich or Die Tryin' - Vencer ou Morrer) é um filme canado-estadunidense de 2005, dos gêneros drama, ação, musical e policial, realizado por Jim Sheridan.

## Sinopse
Marcus (50 Cent) é um jovem da periferia que sofreu um atentado e tomou 9 tiros que por pouco não lhe tiraram a vida. Durante a recuperação, ele lembra-se da sua vida difícil como órfão nas ruas violentas de South Jamaica, Queens. A sua vida muda após conhecer um ex-presidiário que luta para se tornar uma estrela do rap.

## Elenco
- 50 Cent (Marcus)
- Adewale Akinnuoye-Agbaje (Majestic)
- Joy Bryant (Charlene)
- Omar Benson Miller (Keryl)
- Tory Kittles (Justice)
- Terrence Howard (Bama)
- Ashley Walters (Antwan)
- Marc John Jefferies (Marcus - jovem)
- Viola Davis (Avó)
- Sullivan Walker (Avô)
- Serena Reeder (Katrina)
- Bill Duke (Levar)
- Mpho Koaho (Junebug)
- Russell Hornsby (Odell)
- Joseph Pierre (Tio Deuce)
- Ryan Allen (Tio Ray)
- Rhyon Nicole Brown (Charlene - jovem)
- Frank Pellegrino (Detetive Doyle)

## Recepção
O Metacritic, que usa uma média ponderada, atribuiu ao filme uma pontuação de 73 em 100, baseado em 19 críticos, indicando críticas "geralmente favoráveis".